# Arisaema echinoides
Arisaema echinoides là một loài thực vật có hoa trong họ Ráy (Araceae). Loài này được H.Li mô tả khoa học đầu tiên năm 2000.